# Hevossaari (ö i Södra Karelen, Villmanstrand, lat 61,16, long 28,04)
Hevossaari är en ö i Finland. Den ligger i sjön Saimen och i kommunen Taipalsaari i den ekonomiska regionen  Villmanstrands ekonomiska region  och landskapet Södra Karelen, i den södra delen av landet, 200 km nordost om huvudstaden Helsingfors. Öns area är 16,7 hektar och dess största längd är 0,7 kilometer i öst-västlig riktning.